# Kevelaer
Kevelaer je německé město, které se nachází ve spolkové zemi Severní Porýní-Vestfálsko, na samé hranici s Nizozemskem. Žije zde zhruba 27 tisíc obyvatel.
Kevelaer je známým poutním místem pro katolické věřící. Ročně sem přichází asi 800 tisíc poutníků, aby vzdali úctu Panně Marii. Město je tak nejnavštěvovanějším katolickým poutním místem v severozápadní Evropě.

## Osobnosti
- Franz-Peter Tebartz-van Elst (* 1959) – emeritní limburský biskup